# Heodes nevadensis
Heodes nevadensis är en fjärilsart som beskrevs av Charles Oberthür 1910. Heodes nevadensis ingår i släktet Heodes och familjen juvelvingar. Inga underarter finns listade i Catalogue of Life.